# Artemisia botschantzevii
Artemisia botschantzevii là một loài thực vật có hoa trong họ Cúc. Loài này được Filatova mô tả khoa học đầu tiên năm 1985.